# Järntorgsgatan

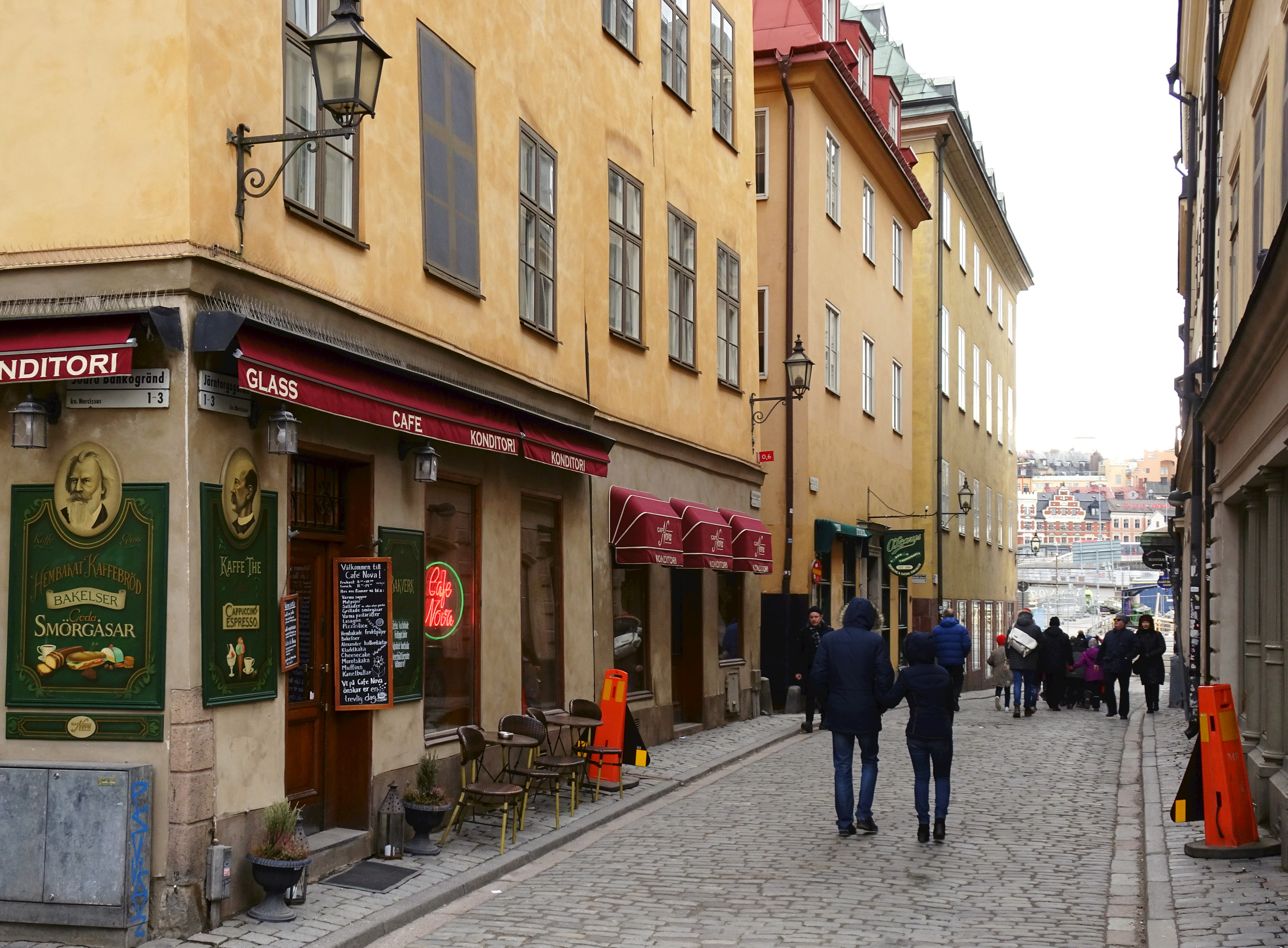
Järntorgsgatan mot söder, 2016.

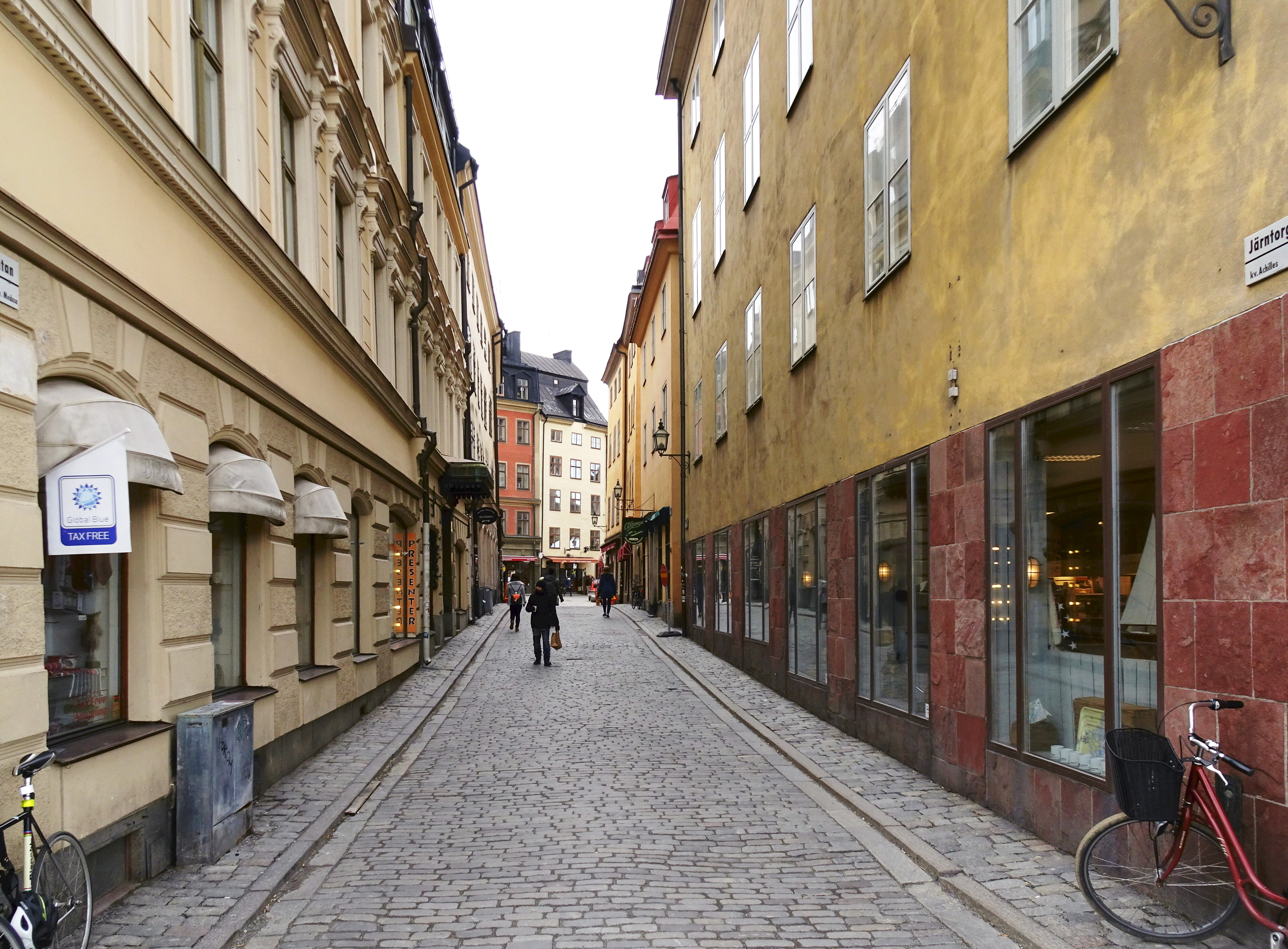
Järntorgsgatan mot norr, 2016.

 Järntorgsgatan  är en gata i Gamla stan i Stockholm. Den går mellan Järntorget och Slussplan.

## Historik
Gatan har sitt namn efter Järntorget som omnämns redan 1489 (Jerntorgith). På torget stod stadens officiella järnvåg, som 1662 flyttades till Järngraven på Södermalm. Gatans äldsta dokumenterade namn är Jerntorgs gatun (1685). Innan dess omnämns den som Stora gatan eftersom den var Stadsholmens största infart söderifrån.
- Vid Järntorgsgatan 5 låg restaurangen och showkrogen Bacchi Wapen.
- Vid Järntorgsgatan 2 låg järn- och redskapsaffären AB Julius Slöör.